# Martín López-Zubero
Martin López-Zubero Purcell (Jacksonville, 23 aprile 1969) è un ex nuotatore spagnolo.
Specializzato nel dorso ha vinto la medaglia d'oro nei 200 m dorso ai Giochi olimpici di Barcellona 1992.
Martín è il fratello cadetto di David López-Zubero che ha vinto la medaglia di bronzo nei 100 m farfalla ai Giochi olimpici di Mosca 1980.

## Palmarès
- Olimpiadi

Barcellona 1992: oro nei 200m dorso.
- Mondiali

Perth 1991: oro nei 200m dorso e bronzo nei 100m dorso.
Roma 1994: oro nei 100m dorso e argento nei 200m dorso.
- Europei

Bonn 1989: oro nei 100m dorso.
Atene 1991: oro nei 100m dorso e nei 200m dorso e argento nei 100m farfalla.
Sheffield 1993: oro nei 100m dorso e argento nei 200m dorso.
Siviglia 1997: oro nei 100m dorso.